# Án mạng trên sông Nile
Án mạng trên sông Nile (tiếng Anh: Death on the Nile) là một cuốn tiểu thuyết hình sự của nhà văn Agatha Christie được hãng Collins Crime Club xuất bản lần đầu tại Anh ngày 1 tháng 11 năm 1937. Tác phẩm nói về vụ án mạng xảy ra tại một con tàu du lịch trên sông Nile trong thời gian thám tử Hercule Poirot đi nghỉ ở Ai Cập. Đây là một trong những tiểu thuyết được ưa thích nhất của Agatha Christie, nhiều lần được chuyển thể thành kịch và phim điện ảnh.

## Nội dung
Linnet Ridgeway là một thiếu nữ trẻ người Mỹ được thừa hưởng một gia sản rất lớn của gia đình, cô chuyển sang Anh sống với hy vọng sẽ biến đổi hẳn một vùng đồng quê xung quanh trang viên của cô trở thành một vùng thịnh vượng theo đúng ý mình. Không chỉ giàu có và xinh đẹp, Ridgeway còn là người xởi lởi và đối xử tốt với mọi người, cô sẵn sàng giúp người hầu gái Marie nhận ra rằng vị hôn phu của cô ta, kỹ sư Fleetwood, thực tế là một người đã có vợ, Linnet cũng dễ dàng nhận lời đề nghị của người bạn gái thân Jacqueline de Bellefort về việc nhận Simon Doyle, người vừa đính ước với Jacqueline, vào làm việc.
Điều Jacqueline không ngờ tới là sau khi tới làm việc tại trang viên của Linnet, Simon Doyle và Linnet lại phải lòng nhau và đi tới đám cưới trong sự bất ngờ của Jacqueline. Để trả đũa, cô gái người Pháp theo đuổi đôi vợ chồng mới cưới khắp nơi trong chuyến đi nghỉ tuần trăng mật của hai người. Cuối cùng cả bốn người (kể cả cô hầu gái Louise Bourget của Linnet) tới Ai Cập và bắt đầu một chuyến du lịch kỳ lạ trên sông Nile cùng 18 hành khách khác, nhiều người trong số đó không hiểu vô ý hay tình cờ lại có ít nhiều quan hệ với vợ chồng nhà Doyle hoặc Jacqueline. Người đầu tiên là Poirot, thám tử người Bỉ từng chứng kiến một cuộc nói chuyện thân mật của Simon Doyle và Jacqueline de Bellefort trong thời gian họ còn đính ước. Tiếp đó là bà Allerton và con trai Tim Allerton, những người họ hàng của cô Joanna Southwood, bạn gái của Linnet. Tình cờ trên tàu Linnet còn gặp "chú" Pennington, bạn bố cô và cũng là luật sư chịu trách nhiệm về khối tài sản khổng lồ của nhà Ridgeway tại Mỹ trong thời gian chờ Linnet đủ 21 tuổi, Pennington tỏ ra bất ngờ khi biết tin Linnet đã kết hôn với Simon Doyle. Trên tàu còn có những hành khách kỳ lạ khác như nhóm 3 khách du lịch người Mỹ gồm quý bà Schuyler cùng hai tùy tùng là cô Bowers và cô Cornelia Robson, chàng thanh niên cấp tiến người Anh James Ferguson, bác sĩ người Áo Carl Bessner, nhà khảo cổ người Ý Richetti hay vị khách ít nói người Anh James Fanthorp. Về phần Hercule Poirot, ông cũng nhận ra một người quen là đại tá Race vốn lên tàu để tìm bắt một tên giết người không rõ danh tính, Poirot cũng kịp làm quen với mẹ con nữ nhà văn Otterbourne.
Trước khi chuyến tàu du lịch sông Nile khởi hành, Jacqueline đã bộc lộ ý định trả thù của cô với Poirot, tuy hết lòng ngăn cản nhưng viên thám tử người Bỉ cũng không thể ngăn cô gái người Pháp lên tàu với khẩu súng lục trong ví. Khi tàu dừng lại thăm một đền thờ Ai Cập cổ, một viên đá lớn bất ngờ rơi xuống đầu hai vợ chồng Doyle, rất may cả hai đã tránh kịp. Sau khi tàu khởi hành lại, trong một buổi tối sáng Trăng khi cô Linnet đã đi ngủ, Jacqueline và Simon quay ra tranh cãi kịch liệt tới mức Jacqueline rút súng ra bắn vào chân người yêu cũ. Mặc dù bị thương, Simon Doyle vẫn bình tĩnh đề nghị hai người chứng kiến vụ việc là Fanthorp và cô Cornelia Robson dìu Jacqueline về phòng để tránh cô tự làm hại bản thân trước khi nhờ tới sự chăm sóc của bác sĩ, Jacqueline de Bellefort sau đó được cô Bowers cho uống thuốc ngủ và thức trông cho tới sáng. Khi bác sĩ Bessner đang sơ cứu cho Doyle tại phòng riêng thì Fanthorp quay trở lại phòng lớn để tìm khẩu súng nhưng kỳ lạ là nó đã biến mất.
Sáng hôm sau cả chuyến tàu trở nên náo loạn khi cô hầu Louise phát hiện ra người chủ của mình, Linnet Doyle đã chết vì bị bắn thẳng vào đầu bằng một khẩu súng lục. Khẩu súng sau đó được vớt lên từ sông Nile cùng với chiếc khăn của bà Schuyler bị mất trong buổi tối xảy ra vụ cãi vã. Cuộc thẩm vấn của thám tử Poirot cùng đại tá Race chưa đi đến kết quả thì đến lượt cô hầu Louise thiệt mạng, cô bị đâm bằng dao phẫu thuật trong khi tay vẫn đang nắm chặt một mẩu tiền Pháp. Lập tức nữ nhà văn Otterbourne thông báo cho Poirot và Simon Doyle biết rằng mình đã trông thấy kẻ giết Louise, mà theo bà cũng là kẻ giết cô Linnet. Chưa kịp nói đến danh tính tên giết người thì bà Otterbourne đã bất ngờ bị bắn chết, kẻ thủ ác đã dùng khẩu súng của người khách Mỹ Pennington sau đó bỏ lại ngay ở hiện trường.
Với toàn bộ chứng cứ, lời khai thu thập được, sau một hồi suy luận, thám tử Poirot dần đoán ra hung thủ là ai. Ông cho gọi từng hành khách vào phòng vấn và phác họa cho họ cái cách mà chính họ có thể ra tay để giết những nạn nhân trên tàu. Người cuối cùng được ông gọi đến là cô Jacqueline de Bellefort. Poirot đã làm thanh tra Race và bác sĩ Bessner bất ngờ khi tuyên bố đây là một trong hai thủ phạm của ba vụ án mạng, người kia đương nhiên là Simon Doyle. Theo đó thực ra Jacqueline đã không bắn vào chân Simon mà chỉ bắn vào tường, về phần mình, Simon lợi dụng lúc mọi người đưa Jacqueline về phòng và đi gọi bác sĩ Bessner đã lẻn lên phòng Linnet và giết chết vợ mình bằng khẩu súng của Jacqueline, sau đó Doyle quay lại phòng lớn và tự bắn vào chân mình. Cả Simon và Jacqueline không ngờ rằng Louise đã trông thấy vụ việc, cô hầu gái không khai cho thám tử Poirot mà tìm cách tống tiền hai thủ phạm. Lợi dụng lúc Louise đang đếm tiền, Jacqueline đã dùng chiếc dao mổ lấy từ phòng bác sĩ Bessner để giết chết cô hầu. Một lần nữa Jacqueline bị bà Otterbourne phát hiện, ở lần này Simon kịp la lớn để người đồng phạm ở phòng bên cạnh biết tin và dùng súng giết chết nữ nhà văn. Hercule Poirot cũng tìm ra kẻ đã đẩy tảng đá xuống đầu vợ chồng Doyle ở đền thờ là Pennington, người muốn giải quyết những vụ làm ăn lập lờ ở Mỹ bằng việc giết Linnet, còn nhà khảo cổ nóng tính Richetti thực tế lại chính là tên giết người mà đại tá Race truy tìm.
Khi tàu cập cảng và cảnh sát đợi sẵn trên bờ, Jacqueline de Bellefort bất ngờ rút súng lục ra bắn chết người yêu Simon Doyle và sau đó tự tử. Vụ án kết thúc.

## Nhân vật
- Hercule Poirot, thám tử lừng danh người Bỉ đang trong thời gian nghỉ ngơi tại Ai Cập.
- Đại tá Race, bạn của thám tử Poirot và tham gia chuyến du lịch nhằm tìm bắt một kẻ phạm tội giết người.
- Linnet Ridgeway Doyle, một trong những phụ nữ giàu có nhất nước Anh, không những vậy cô còn rất trẻ, xinh đẹp và thông minh. Linnet cùng chồng đang hưởng tuần trăng mật tại Ai Cập.
- Simon Doyle, chồng mới cưới của Linnet và cựu hôn phu của Jacqueline de Bellefort. Doyle là người đẹp trai và có tính tình trẻ con, ít tính toán.
- Jacqueline de Bellefort, phụ nữ người Pháp, bạn thân của Linnet và từng đính ước Simon Doyle.
- Louise Bourget, hầu gái của Linnet trong chuyến nghỉ tuần trăng mật của vợ chồng Doyle.
- Andrew Pennington, luật sư người Mỹ, bạn của bố Linnet và là người được ủy thác trông coi tài sản của Linnet do cô chưa đủ 21 tuổi.
- Marie Van Schuyler, quý bà người Mỹ tuy rất giàu có nhưng tính tình khó ưa, hay thích sai bảo người khác.
- Cô Bowers, nữ hộ lý của bà Schuyler.
- Cornelia Robson, cháu gái của bà Schuyler, được bà cô cho đi theo trong chuyến du lịch để lo chuyện quan hệ với mọi người.
- Salome Otterbourne, nữ nhà văn với những tiểu thuyết lãng mạn phóng túng.
- Rosalie Otterbourne, con gái của bà Salome, người luôn hết lòng chăm sóc mẹ.
- Ngài Richetti, nhà khảo cổ học người Ý có tính tình nóng nảy.
- James Ferguson, thanh niên người Anh có tư tưởng xã hội chủ nghĩa cực đoan, anh rất ghét những người giàu có như cô Linnet hay bà Schuyler.
- James Fanthorp, khách du lịch người Anh luôn có vẻ kín đáo, ít nói.
- Carl Bessner, bác sĩ người Áo, một người đàn ông ở tuổi trung niên nhưng rất nhiệt tình trong chuyến đi.
- Bà Allerton, góa phụ người Anh thuộc tầng lớp trung lưu, bà có tính tình dễ chịu, gần gũi với các khách đồng hành.
- Tim Allerton, con trai của bà Allerton
- Fleetwood, kỹ sư trên chuyến tàu du lịch, người từng đính hôn với hầu gái cũ của cô Linnet nhưng việc không thành vì cô Linnet phát hiện Fleetwood đã có vợ.
- Joanna Southwood, bạn gái của cô Linnet và là em họ của Tim Allerton

## Chuyển thể
Án mạng trên sông Nile đã được chính Agatha Christie chuyển thể thành vở kịch Hidden Horizon để biểu diễn trên sân khấu Dundee Repertory Theatre vào ngày 17 tháng 1 năm 1944. Hidden Horizon sau đó được biểu diễn tại sân khấu West End vào ngày 19 tháng 3 năm 1946 và sau đó là trên sân khấu Broadway ngày 19 tháng 9 năm 1946 (dưới tên Án mạng trên sông Nile).
Sau một chuyển thể phim truyền hình kém tiếng tăm vào năm 1950, Án mạng trên sông Nile được chuyển thể thành bộ phim cùng tên vào năm 1978. Tiếp nối truyền thống thành công từ bộ phim chuyển thể của Án mạng trên chuyến tàu tốc hành Phương Đông vào năm 1974, Án mạng trên sông Nile được sản xuất chu đáo với dàn diễn viên toàn sao gồm Peter Ustinov vai Poirot, Lois Chiles vai Linnet, Mia Farrow vai Jacquelline, huyền thoại Bette Davis vai bà Schuyler, Maggie Smith vai cô Bowers và Jane Birkin vai Louise. Năm 2004, Án mạng trên sông Nile lần thứ hai được chuyển thể thành phim truyền hình cùng tên với David Suchet vào vai Poirot.
Tháng 2 năm 2022, bộ phim chuyển thể Án mạng trên sông Nile (phim 2022) của đạo diễn Kenneth Branagh được phát hành. Đây là phần tiếp theo của bộ phim Án mạng trên chuyến tàu tốc hành Phương Đông. Một số nhân vật và chi tiết bị lược bỏ hoặc khác với tiểu thuyết, trong khi các yếu tố của vụ giết người trung tâm vẫn không thay đổi.